# Poseidon's Wake
Poseidon's Wake este un roman science-fiction al autorului galez Alastair Reynolds. Aceasta constituie concluzia trilogiei Copii lui Poseidon,  care descrie expansiunea umanității și a descendenților ei transumani în galaxie de-a lungul multor secole. Pakeidon's Wake urmează povestea din romanele Blue Remembered Earth (2012) și On the Steel Breeze (2013) și a fost publicat de Gollancz la 30 aprilie 2015. 

## Context
Reynolds a trimis manuscrisul romanului Poseidon's Wake la Gollancz în octombrie 2014, și și-a completat revizuirile editoriale în noiembrie 2014. Gollancz a lansat versiunea de copertă a romanului și a anunțat data de lansare tipărită și digitală în ianuarie 2015.

## Prezentare generală
Trezirea lui Poseidon este o continuare a romanului din 2013 On the Steel Breeze  și prezintă numeroase personaje recurente, dar poate fi considerată și o poveste de sine stătătoare. Situat în viitorul îndepărtat, după ce oamenii au călătorit către alte stele și au întâlnit extratereștrii robotici misterioși cunoscuți ca Watchkeepers, romanul înfățișează o expediție a coloniștilor interstelari către un sistem stelar misterios care conține un secret antic și devastator. 

## Primire
Erlingur Einarsson, de la SciFiNow, a scris o recenzie extrem de favorabilă, descriind romanul drept „grandios, plină de lumină și minuni” și l-a numit ca fiind „unul dintre cele mai bune romane științifico-fantastice ale anului”, recunoscând în același timp că a fost mai lent decât alte opere de science-fiction. Eric Brown de la The Guardian a revizuit romanul în mod favorabil, numindu-l „o poveste complexă, cu o intrigă bună, inventiv și cu un optimism neobișnuit în SF-ul contemporan”. Mark Diston de la The Register  a fost mult mai critic în privința romanului, descriindu-l drept „pietonal, îndepărtat și ineficient” și spunând că personajele lui Reynolds nu au „viață [și] umor”.

## Legături externe
- en  Istoria publicării lucrării Poseidon's Wake la Internet Speculative Fiction Database

## Vezi și
- 2015 în științifico-fantastic